# Campeonato Catarinense de Futebol de 2022 - Série B
O Campeonato Catarinense de Futebol de 2022 - Série B foi a 36ª edição do segundo nível do futebol catarinense. Realizada e organizada pela Federação Catarinense de Futebol, a competição foi disputada por dez clubes desde maio.
O título do campeonato ficou com a equipe do Criciúma após vencer o Atlético Catarinense na final. O primeiro jogo foi no estádio Renato Silveira em Palhoça e ficou empatado em 0 a 0. O segundo jogo foi realizado na casa do Criciúma, no estádio Heriberto Hülse. Com o placar apertado de 1 a 0 e com gol de Rayan, o time do sul do estado ficou com o título da série B estadual.
Junto do Criciúma, o Atlético Catarinense também garantiu o acesso ao Campeonato Catarinense de 2023 - Série A.

## Equipes participantes
| Equipe               | Cidade      | Em 2021       | Estádio                    | Capacidade     | Títulos               |
| -------------------- | ----------- | ------------- | -------------------------- | -------------- | --------------------- |
| Atlético Catarinense | São José    | 8°            | Renato Silveira            | 2 081          | 0                     |
| Blumenau             | Blumenau    | 1° (Série C)  | Ervin Blaese               | 1 050          | 0                     |
| Metropolitano        | Blumenau    | 12° (Série A) | Hermann Aichinger          | 6 000          | 1 (2018)              |
| Caravaggio           | Nova Veneza | 2° (Série C)  | Da Montanha                | Sem informação | 0                     |
| Carlos Renaux        | Brusque     | 4°            | Augusto Bauer              | 5 000          | 0                     |
| Criciúma             | Criciúma    | 11° (Série A) | Heriberto Hülse            | 19 225         | 0                     |
| Guarani de Palhoça   | Palhoça     | 5º            | Renato Silveira            | 2 081          | 2 (2003 e 2012)       |
| Inter de Lages       | Lages       | 7º            | Vidal Ramos Júnior         | 4 681          | 3 (1990, 2000 e 2014) |
| Tubarão              | Tubarão     | 6°            | Domingos Silveira Gonzales | 1 706          | 0                     |
| Nação                | Joinville   | 3°            | Arena Joinville            | 20 160         | 0                     |

## Fórmula de disputa
O Campeonato Catarinense da Segunda Divisão de 2022 foi disputado por 10 equipes em sistema de pontos corridos no formato de turno único. Os oito melhores avançaram para as quartas de final e os dois últimos foram rebaixados para a Série C em 2023. 
A partir das quartas de final ocorreram as partidas de ida e volta até definir os dois clubes finalistas, que garantiram o acesso para o Série A do Campeonato Catarinense de 2023.

### Critérios de desempate
Na fase de pontos corridos, em caso de igualdade na pontuação, foram critérios de desempate: 

1) mais vitórias; 

2) melhor saldo de gols; 

3) mais gols pró; 

4) confronto direto; 

5) menos cartões vermelhos; 

6) menos cartões amarelos; 

7) sorteio. 

## Classificação
| Atualizado em 31 de julho. | v d e |

| Pos. | Equipes              | P   | J | V | E | D | GP | GC | SG  | %  | Classificação ou rebaixamento          |
| ---- | -------------------- | --- | - | - | - | - | -- | -- | --- | -- | -------------------------------------- |
| 1    | Criciúma             | 18  | 9 | 5 | 3 | 1 | 14 | 5  | +9  | 67 | Classificados para as quartas de final |
| 2    | Carlos Renaux        | 17  | 9 | 5 | 2 | 2 | 14 | 5  | +9  | 63 | Classificados para as quartas de final |
| 3    | Metropolitano        | 17  | 9 | 5 | 2 | 2 | 12 | 7  | +5  | 63 | Classificados para as quartas de final |
| 4    | Nação                | 12  | 9 | 3 | 3 | 3 | 12 | 10 | +2  | 44 | Classificados para as quartas de final |
| 5    | Caravaggio           | 11* | 9 | 4 | 2 | 3 | 10 | 7  | +3  | 52 | Classificados para as quartas de final |
| 6    | Atlético Catarinense | 11  | 9 | 2 | 5 | 2 | 11 | 11 | 0   | 41 | Classificados para as quartas de final |
| 7    | Inter de Lages       | 11  | 9 | 2 | 5 | 2 | 9  | 11 | –2  | 41 | Classificados para as quartas de final |
| 8    | Guarani de Palhoça   | 9   | 9 | 2 | 3 | 4 | 11 | 14 | –3  | 33 | Classificados para as quartas de final |
| 9    | Blumenau             | 8   | 9 | 2 | 2 | 5 | 9  | 15 | –6  | 30 | Rebaixados à Série C de 2023           |
| 10   | Tubarão              | 4   | 9 | 1 | 1 | 7 | 4  | 21 | –17 | 15 | Rebaixados à Série C de 2023           |

 O Caravaggio foi punido com a perda de 3 pontos por decisão do TJD/SC (Processo 121/2022) 

## Fase final
Em itálico, as equipes que disputaram a primeira partida como mandante. Em negrito, as equipes classificadas.
|  | Quartas de final     | Quartas de final     | Quartas de final  | Quartas de final  |   |                | Semifinais        | Semifinais        | Semifinais        | Semifinais        |  |          | Final               | Final               | Final               | Final               |  |  |
|  | 05 a 13 de agosto    | 05 a 13 de agosto    | 05 a 13 de agosto | 05 a 13 de agosto |   |                | 21 a 27 de agosto | 21 a 27 de agosto | 21 a 27 de agosto | 21 a 27 de agosto |  |          | 11 a 21 de setembro | 11 a 21 de setembro | 11 a 21 de setembro | 11 a 21 de setembro |  |  |
|  |                      |                      |                   |                   |   |                |                   |                   |                   |                   |  |          |                     |                     |                     |                     |  |  |
|  | Criciúma             | 3                    | 2                 | 5                 |   |                |                   |                   |                   |                   |  |          |                     |                     |                     |                     |  |  |
|  | Guarani de Palhoça   | 1                    | 1                 | 2                 |   |                |                   |                   |                   |                   |  |          |                     |                     |                     |                     |  |  |
|  | Guarani de Palhoça   | 1                    | 1                 | 2                 |   | Criciúma       | 2                 | 3                 | 5                 |                   |  |          |                     |                     |                     |                     |  |  |
|  |                      |                      |                   |                   |   | Criciúma       | 2                 | 3                 | 5                 |                   |  |          |                     |                     |                     |                     |  |  |
|  |                      | Nação                | 1                 | 1                 | 2 |                |                   |                   |                   |                   |  |          |                     |                     |                     |                     |  |  |
|  | Nação                | Nação                | 1                 | 1                 | 2 | 1              | 4                 | 5                 |                   |                   |  |          |                     |                     |                     |                     |  |  |
|  | Nação                |                      |                   |                   |   | 1              | 4                 | 5                 |                   |                   |  |          |                     |                     |                     |                     |  |  |
|  | Caravaggio           | 0                    | 1                 | 1                 |   |                |                   |                   |                   |                   |  |          |                     |                     |                     |                     |  |  |
|  | Caravaggio           | 0                    | 1                 | 1                 |   |                |                   |                   |                   |                   |  | Criciúma | 0                   | 1                   | 1                   |                     |  |  |
|  |                      |                      |                   |                   |   |                |                   |                   |                   |                   |  | Criciúma | 0                   | 1                   | 1                   |                     |  |  |
|  |                      | Atlético Catarinense | 0                 | 0                 | 0 |                |                   |                   |                   |                   |  |          |                     |                     |                     |                     |  |  |
|  | Carlos Renaux        | Atlético Catarinense | 0                 | 0                 | 0 | 1              | 0                 | 1                 |                   |                   |  |          |                     |                     |                     |                     |  |  |
|  | Carlos Renaux        |                      |                   |                   |   | 1              | 0                 | 1                 |                   |                   |  |          |                     |                     |                     |                     |  |  |
|  | Inter de Lages       | 1                    | 1                 | 2                 |   |                |                   |                   |                   |                   |  |          |                     |                     |                     |                     |  |  |
|  | Inter de Lages       | 1                    | 1                 | 2                 |   | Inter de Lages | 0                 | 1                 | 1                 |                   |  |          |                     |                     |                     |                     |  |  |
|  |                      |                      |                   |                   |   | Inter de Lages | 0                 | 1                 | 1                 |                   |  |          |                     |                     |                     |                     |  |  |
|  |                      | Atlético Catarinense | 0                 | 2                 | 2 |                |                   |                   |                   |                   |  |          |                     |                     |                     |                     |  |  |
|  | Metropolitano        | Atlético Catarinense | 0                 | 2                 | 2 | 2              | 0                 | 2                 |                   |                   |  |          |                     |                     |                     |                     |  |  |
|  | Metropolitano        |                      |                   |                   |   | 2              | 0                 | 2                 |                   |                   |  |          |                     |                     |                     |                     |  |  |
|  | Atlético Catarinense | 1                    | 2                 | 3                 |   |                |                   |                   |                   |                   |  |          |                     |                     |                     |                     |  |  |

## Final

### Partida de ida
| 11 de setembro | Atlético Catarinense | 0 − 0          | Criciúma | Renato Silveira, Palhoça                                                |
| 15:00          |                      | Súmula Borderô |          | Público: 1 035 Renda: R$ 28.200,00 Árbitro: SC Gustavo Ervino Bauermann |

### Partida de volta
| 21 de setembro | Criciúma  | 1 − 0          | Atlético Catarinense | Heriberto Hülse, Criciúma                                                 |
| 20:00          | Rayan 54' | Súmula Borderô |                      | Público: 11 060 Renda: R$ 164.850,00 Árbitro: SC Bráulio da Silva Machado |

## Premiação
| Campeão da Série B do Campeonato Catarinense de 2022 |
| ---------------------------------------------------- |
| Criciúma Campeão (1º título)                         |